# Экономика Кабинды
Кабинда, эксклав Анголы, характеризуется сложной экономикой, в которой ключевую роль играет нефтегазовый сектор. Однако, несмотря на это, в регионе по-прежнему наблюдаются проблемы с инфраструктурой и социальное неравенство.
Согласно некоторым оценкам, Кабинда производит около 60 % всей нефти в стране.

## Основные отрасли экономики

### Нефтяная промышленность
Кабинда является одним из регионов Анголы, обеспечивающий примерно 60 % всей добычи нефти в стране, что составляет около 700 тысяч баррелей в день. Основные месторождения расположены на шельфе, а экспорт нефти приносит до $100 тысяч на душу населения ежегодно. К 2025 году в Кабинде запланировано строительство нового нефтеперерабатывающего завода (НПЗ). Первая фаза проекта мощностью 30 тысяч баррелей в сутки покроет 5-10 % внутреннего спроса на топливо. Вторая фаза, рассчитанная на 60 тысяч баррелей, позволит удвоить мощности завода. Стоимость проекта оценивается в $473 миллионов, и его реализацией занимаются Sonangol и Gemcorp.

### Сельское хозяйство и лесозаготовки
В стране выращивают кофе, какао, маниок, бананы и ананасы. Заповедник Майомбе, второй по величине в мире, является местом для лесозаготовок, где ежегодно заготавливают до 200 тысяч кубометров древесины. Рыболовство считается традиционной отраслью, но из-за недостатка инвестиций она ограничена мелкими предприятиями.

### Промышленность
Помимо нефти, в провинции разрабатываются месторождения марганца, титана, золота и фосфатов. Также здесь развиты пивоваренная промышленность, машиностроение и производство строительных материалов.

### Инфраструктура и транспорт
Порт Кабинды требует модернизации, чтобы увеличить грузооборот. ОАЭ и Ангола сотрудничают в разработке глубоководного терминала, который планируется запустить к 2025 году. Однако многие дороги были разрушены в результате гражданской войны, что затрудняет транспортировку товаров.

## Проблемы

### Сепаратизм
Движения за независимость, такие как FLEC, ведут борьбу с 70-х годов XX века, что создает нестабильную ситуацию в стране.

### Неравенство
Хотя Кабинда вносит значительный вклад в бюджет Анголы, она остаётся одной из беднейших провинций. Только 10 % нефтяных доходов возвращаются в регион.

### Коррупция
Местные жители высказывают недовольство тем, что ресурсы используются не по назначению.

## Перспективы

### Диверсификация
Власти планируют развивать сельское хозяйство и туризм, опираясь на природные богатства, такие как пляжи и заповедники.

### Энергетика
В рамках стратегии «Angola 2050» рассматривается возможность перехода в будущем на возобновляемые источники энергии.